# Polo Zuliani
Paolo « Polo » Zuliani, (également connu sous le nom de Zulian) est un noble vénitien, homme d'État et duc élu de Candie, connu pour avoir refusé le titre de duc de Candie par modestie lors de son élection en 1382.

## Biographie
Polo Zuliani est issu de la famille Zuliani, une famille patricienne de Venise. Il est enregistré dans l'estimo de 1379 de la comune aux côtés du sier Franscesco Zulian. Il serait originaire de Santa Fosca (Cannaregio), lieu de résidence historique des Zuliani,.
Zuliani est une personnalité de grande importance (notissimo) à Venise, en raison de ses nombreux postes d'ambassadeur. fait partie des douze ambassadeurs envoyés en Istrie à la rencontre du doge Antonio Venier. Il est élu duc de Candie en 1382, mais refuse par modestie,,. Ireneo della Croce qualifie cette décision de « rare exemple de modestie » (esempio raro di modestia).
En 1410, Zuliani est élu procureur de Saint-Marc. Son neveu (ou petit-fils), Andrea, est auteur et traducteur. Andrea traduit des textes de Dion Cassius en latin, et écrit nombre d'oraisons dont Flavio Biondo fait l'éloge dans son ouvrage intitulé Italia illustrata (L'Italie illuminée).